# Campionato mondiale di hockey su ghiaccio 2011
Il Campionato mondiale di hockey su ghiaccio 2011 è stata la 75ª edizione del massimo campionato di hockey su ghiaccio per nazionali organizzato dalla IIHF. Il 29 marzo 2011 a seguito del terremoto e dello tsunami in Giappone la federazione nazionale si è ritirata da tutti gli eventi programmati. La IIHF ha deciso di riservare alle squadre giapponesi nel 2012 una posizione nelle stesse divisioni originarie, senza penalizzarle con la retrocessione.

## I tornei

### Campionato mondiale di hockey su ghiaccio maschile
Il 75° Campionato mondiale di hockey su ghiaccio maschile di gruppo A si è tenuto dal 29 aprile al 15 maggio a Bratislava e a Košice, in Slovacchia.
I tornei delle divisioni inferiori si sono tenute nelle date e nei luoghi seguenti:
- Prima divisione:
  - Gruppo A: 17-23 aprile a Budapest, Ungheria
  - Gruppo B: 17-23 aprile a Kiev, Ucraina
- Seconda divisione:
  - Gruppo A: 4-10 aprile a Melbourne, Australia
  - Gruppo B: 10-16 aprile a Zagabria, Croazia
- Terza divisione: 11-17 aprile a Città del Capo, Sudafrica

### Campionato mondiale di hockey su ghiaccio femminile
Il 13° Campionato mondiale di hockey su ghiaccio femminile di gruppo A si è disputato dal 16 al 25 aprile a Zurigo e a Winterthur, in Svizzera.
Le divisioni inferiori si sono svolte nelle date e nei luoghi seguenti:
- Prima divisione: 11-17 aprile a Ravensburg, Germania
- Seconda divisione: 4-10 aprile a Caen, Francia
- Terza divisione: 1-6 febbraio a Newcastle, Australia
- Quarta divisione: 27 marzo - 1º aprile a Reykjavík, Islanda
- Quinta divisione: 14-19 marzo a Sofia, Bulgaria

### Campionato mondiale di hockey su ghiaccio U-20 maschile
Il 35° Campionato mondiale di hockey su ghiaccio U20 maschile di gruppo A si è svolto dal 26 dicembre al 5 gennaio a Buffalo e a Niagara Falls, negli Stati Uniti.
Le divisioni inferiori si sono disputate nelle date e nei luoghi seguenti:
- Prima divisione:
  - Gruppo A: 13-19 dicembre 2010 a Babrujsk, Bielorussia
  - Gruppo B: 12-18 dicembre 2010 a Bled, Slovenia
- Seconda divisione:
  - Gruppo A: 13-19 dicembre 2010 a Tallinn, Estonia
  - Gruppo B: 12-19 dicembre 2010 a Miercurea Ciuc, Romania
- Terza divisione: 9-18 gennaio a Città del Messico, Messico

### Campionato mondiale di hockey su ghiaccio U-18 maschile
Il 13° Campionato mondiale di hockey su ghiaccio U18 maschile di gruppo A si è svolto dal 14 al 24 aprile a Crimmitschau e a Dresda, in Germania.
Le divisioni inferiori si sono disputate nelle date e nei luoghi seguenti:
- Prima divisione:
  - Gruppo A: 11-17 aprile a Riga, Lettonia
  - Gruppo B: 10-16 aprile a Maribor, Slovenia
- Seconda divisione:
  - Gruppo A: 16-25 marzo a Brașov, Romania
  - Gruppo B: 27 marzo - 2 aprile a Donec'k, Ucraina
- Terza divisione:
  - Gruppo A: 11-17 aprile a Taipei, Taiwan
  - Gruppo B: 13-19 marzo a Città del Messico, Messico

### Campionato mondiale di hockey su ghiaccio U-18 femminile
Il 4° Campionato mondiale di hockey su ghiaccio U18 femminile di gruppo A si è tenuto dal 1° all'8 gennaio a Stoccolma, in Svezia.
La divisione inferiore si è disputata nelle date e nei luoghi seguenti:
- Prima divisione: 28 marzo - 3 aprile a Dmitrov, Russia